# قائمة رؤساء الولايات المتحدة حسب الوقت في مناصبهم
| فرانكلين روزفلت أطول رئاسة: 4،422 يوما 1933–1945 | ويليام هنري هاريسون أقصر رئاسة: 31 يوما 1841 |

هذه قائمة برؤساء الولايات المتحدة حسب الوقت في مناصبهم. يُحسب عدد الأيام المدرجة في القائمة على أنها الفرق بين التواريخ، التي تحسب عدد الأيام التقويمية باستثناء اليوم الأخير. وتبلغ مدة الولاية الرئاسية الكاملة ومدتها أربع سنوات 1461 يوماً (ثلاث سنوات مشتركة من 365 يوماً بالإضافة إلى سنة كبيسة واحدة من 366 يوماً). إذا أُدرج اليوم الأخير، فإن جميع الأرقام ستزيد يوماً واحداً، باستثناء أن غروفر كليفلاند سيكون أمامه يومان آخران.
منذ عام 1789، هناك 44 شخصا أدوا اليمين كرئيس للولايات المتحدة، و45 رئاسة، حيث خدم غروفر كليفلاند لفترتين غير متتاليتين، ويعتبر الرئيسين الثاني والعشرين والرابع والعشرين على حد سواء. فمن بين الأفراد الذين انتخبوا رئيساً، توفي أربعة منهم (ويليام هنري هاريسون، و‌زكاري تايلور، و‌وارن جي. هاردينغ، و‌فرانكلين روزفلت) لأسباب طبيعية أثناء شغلهم لمنصبهم، كما اغتيل أربعة منهم (أبراهام لينكولن، و‌جيمس جارفيلد، و‌ويليام ماكينلي، و‌جون ف. كينيدي)، واستقال واحد (ريتشارد نيكسون) من منصبه.
قضى ويليام هنري هاريسون أقصر فترة في منصبه بينما أمضى فرانكلين روزفلت أطول فترة في منصبه. روزفلت هو الرئيس الأمريكي الوحيد الذي خدم أكثر من ولايتين. بعد التصديق على التعديل العشرين - التعديل الثاني في عام 1951 - أصبح الرؤساء - ابتداء من دوايت أيزنهاور - غير مؤهلين للانتخاب لفترة ولاية ثالثة أو، بعد قضاء أكثر من سنتين من فترة ولاية انتخب فيها شخص آخر، رئيسا لفترة ثانية. يحتوي التعديل على بند الجد الذي يعفي صراحة الرئيس الحالي آنذاك هاري ترومان، من قيود الولاية الجديدة، التي تنطبق أولاً على خليفته أيزنهاور.

## الرؤساء حسب الوقت في مناصبهم
| ترتيب  | الرئيس              | الفترة الزمنية بالأيام | ترتيب الرئاسة                                                                           | عدد الولايات                                                                                              |
| ------ | ------------------- | ---------------------- | --------------------------------------------------------------------------------------- | --- |
| 1      | فرانكلين روزفلت     | 4٬422                  | الثاني والثلاثون • 4 مارس 1933 – 12 أبريل 1945                                          | ثلاث ولايات كاملة; توفي بعد شهرين و23 يوماً من بدء ولايته الرابعة                                          |
| 2 tie  | توماس جفرسون        | 2٬922                  | الثالث • 4 مارس 1801 – 4 مارس 1809                                                      | ولايتين كاملتين                                                                                           |
| 2 tie  | جيمس ماديسون        | 2٬922                  | الرابع • 4 مارس 1809 – 4 مارس 1817                                                      | ولايتين كاملتين                                                                                           |
| 2 tie  | جيمس مونرو          | 2٬922                  | الخامس • 4 مارس 1817 – 4 مارس 1825                                                      | ولايتين كاملتين                                                                                           |
| 2 tie  | أندرو جاكسون        | 2٬922                  | السابع • 4 مارس 1829 – 4 مارس 1837                                                      | ولايتين كاملتين                                                                                           |
| 2 tie  | يوليسيس جرانت       | 2٬922                  | الثامن عشر • 4 مارس 1869 – 4 مارس 1877                                                  | ولايتين كاملتين                                                                                           |
| 2 tie  | جروفر كليفلاند      | 2,922                  | الثاني والعشرون • 4 مارس 1885 – 4 مارس 1889 الرابع والعشرون • 4 مارس 1893 – 4 مارس 1897 | ولايتين كاملتين (غير متتابعة)                                                                             |
| 2 tie  | وودرو ويلسون        | 2٬922                  | الثامن والعشرون • 4 مارس 1913 – 4 مارس 1921                                             | ولايتين كاملتين                                                                                           |
| 2 tie  | دوايت أيزنهاور      | 2٬922                  | الرابع والثلاثون • 20 يناير 1953 – 20 يناير 1961                                        | ولايتين كاملتين                                                                                           |
| 2 tie  | رونالد ريغان        | 2٬922                  | الأربعون • 20 يناير 1981 – 20 يناير 1989                                                | ولايتين كاملتين                                                                                           |
| 2 tie  | بيل كلينتون         | 2٬922                  | الثاني والأربعون • 20 يناير 1993 – 20 يناير 2001                                        | ولايتين كاملتين                                                                                           |
| 2 tie  | جورج بوش الابن      | 2٬922                  | الثالث والأربعون • 20 يناير 2001–20 يناير 2009                                          | ولايتين كاملتين                                                                                           |
| 2 tie  | باراك أوباما        | 2٬922                  | الرابع والأربعون • 20 يناير 2009–20 يناير 2017                                          | ولايتين كاملتين                                                                                           |
| 14     | جورج واشنطن         | 2٬865                  | الأول • 30 أبريل 1789 – 4 مارس 1797                                                     | ولايتين كاملتين                                                                                           |
| 15     | هاري ترومان         | 2٬840                  | الثالث والثلاثون • 12 أبريل 1945 – 20 يناير 1953                                        | فترة جزئية واحدة (3 سنوات، و9 شهور، و8 أيام), followed by ولاية واحدة كاملة                               |
| 16     | ثيودور روزفلت       | 2٬728                  | السادس والعشرون • 14 سبتمبر 1901 – 4 مارس 1909                                          | فترة جزئية واحدة (3 سنوات، و5 شهور، و18 أيام), followed by ولاية واحدة كاملة                              |
| 17     | كالفين كوليدج       | 2٬041                  | الثلاثون • 2 أغسطس 1923 – 4 مارس 1929                                                   | فترة جزئية واحدة (1 سنة، و7 شهور، و2 أيام), followed by ولاية واحدة كاملة                                 |
| 18     | ريتشارد نيكسون      | 2٬027                  | السابع والثلاثون • 20 يناير 1969 – 9 أغسطس 1974                                         | ولاية واحدة كاملة; رئاسة ريتشارد نيكسون 1 سنة، و6 شهور، و20 أيام into second term                         |
| 19     | ليندون جونسون       | 1٬886                  | السادس والثلاثون • 22 نوفمبر 1963 – 20 يناير 1969                                       | فترة جزئية واحدة (1 سنة، و1 شهر، و29 أيام), followed by ولاية واحدة كاملة                                 |
| 20     | ويليام ماكينلي      | 1٬654                  | الخامس والعشرون • 4 مارس 1897 – 14 سبتمبر 1901                                          | ولاية واحدة كاملة; اغتيال ويليام ماكينلي: died 6 شهور، و10 أيام into second term, 8 days after being shot |
| 21     | أبراهام لينكون      | 1٬503                  | السادس عشر • 4 مارس 1861 – 15 أبريل 1865                                                | ولاية واحدة كاملة; اغتيال أبراهام لينكون: died 1 شهر، و11 أيام into second term, 1 day after being shot   |
| 22 tie | جون كوينسي آدامز    | 1٬461                  | السادس • 4 مارس 1825 – 4 مارس 1829                                                      | ولاية واحدة كاملة                                                                                         |
| 22 tie | مارتن فان بيورين    | 1٬461                  | الثامن • 4 مارس 1837 – 4 مارس 1841                                                      | ولاية واحدة كاملة                                                                                         |
| 22 tie | جيمس بوك            | 1٬461                  | الحادي عشر • 4 مارس 1845 – 4 مارس 1849                                                  | ولاية واحدة كاملة                                                                                         |
| 22 tie | فرانكلين بيرس       | 1٬461                  | الرابع عشر • 4 مارس 1853 – 4 مارس 1857                                                  | ولاية واحدة كاملة                                                                                         |
| 22 tie | جيمس بيوكانان       | 1٬461                  | الخامس عشر • 4 مارس 1857 – 4 مارس 1861                                                  | ولاية واحدة كاملة                                                                                         |
| 22 tie | رذرفورد هايز        | 1٬461                  | التاسع عشر • 4 مارس 1877 – 4 مارس 1881                                                  | ولاية واحدة كاملة                                                                                         |
| 22 tie | بنجامين هاريسون     | 1٬461                  | الثالث والعشرون • 4 مارس 1889 – 4 مارس 1893                                             | ولاية واحدة كاملة                                                                                         |
| 22 tie | ويليام هوارد تافت   | 1٬461                  | السابع والعشرون • 4 مارس 1909 – 4 مارس 1913                                             | ولاية واحدة كاملة                                                                                         |
| 22 tie | هربرت هوفر          | 1٬461                  | الحادي والثلاثون • 4 مارس 1929 – 4 مارس 1933                                            | ولاية واحدة كاملة                                                                                         |
| 22 tie | جيمي كارتر          | 1٬461                  | التاسع والثلاثون • 20 يناير 1977 – 20 يناير 1981                                        | ولاية واحدة كاملة                                                                                         |
| 22 tie | جورج بوش الأب       | 1٬461                  | الحادي والأربعون • 20 يناير 1989 – 20 يناير 1993                                        | ولاية واحدة كاملة                                                                                         |
| 22 tie | دونالد ترامب        | 1٬461                  | الخامس والأربعون • 20 يناير 2017–20 يناير 2021                                          | ولاية واحدة كاملة                                                                                         |
| 34     | جون آدامز           | 1٬460                  | الثاني • 4 مارس 1797 – 4 مارس 1801                                                      | ولاية واحدة كاملة                                                                                         |
| 35     | جون تايلر           | 1٬430                  | العاشر • 4 أبريل 1841 – 4 مارس 1845                                                     | فترة جزئية واحدة (3 سنوات، و11 شهور)                                                                      |
| 36     | أندرو جونسون        | 1٬419                  | السابع عشر • 15 أبريل 1865 – 4 مارس 1869                                                | فترة جزئية واحدة (3 سنوات، و10 شهور، و17 أيام)                                                            |
| 37     | تشستر آرثر          | 1٬262                  | الحادي والعشرون • 19 سبتمبر 1881 – 4 مارس 1885                                          | فترة جزئية واحدة (3 سنوات، و5 شهور، و13 أيام)                                                             |
| 38     | جون كينيدي          | 1٬036                  | الخامس والثلاثون • 20 يناير 1961 – 22 نوفمبر 1963                                       | اغتيال جون ف. كينيدي: died 2 سنوات، و10 شهور، و2 أيام into term                                           |
| 39     | ميلارد فيلمور       | 969                    | الثالث عشر • 9 يوليو 1850 – 4 مارس 1853                                                 | فترة جزئية واحدة (2 سنوات، و7 شهور، و23 أيام)                                                             |
| 40     | جيرالد فورد         | 895                    | الثامن والثلاثون • 9 أغسطس 1974 – 20 يناير 1977                                         | فترة جزئية واحدة (2 سنوات، و5 شهور، و11 أيام)                                                             |
| 41     | وارن جي. هاردينغ    | 881                    | التاسع والعشرون • 4 مارس 1921 – 2 أغسطس 1923                                            | وارن جي. هاردينغ 2 سنوات، و4 شهور، و29 أيام into term                                                     |
| 42     | جو بايدن            | 1٬522                  | السادس والأربعون • 20 يناير 2021 – شاغل المنصب                                          | يخدم حاليا                                                                                                |
| 43     | زكاري تايلور        | 492                    | الثاني عشر • 4 مارس 1849 – 9 يوليو 1850                                                 | زكاري تايلور 1 سنة، و4 شهور، و5 أيام into term                                                            |
| 44     | جيمس جارفيلد        | 199                    | العشرون • 4 مارس – 19 سبتمبر 1881                                                       | اغتيال جيمس إيه غارفيلد: died 6 شهور، و15 أيام into term, 79 days after being shot                        |
| 45     | ويليام هنري هاريسون | 31                     | التاسع • 4 مارس – 4 أبريل 1841                                                          | ويليام هنري هاريسون 31 أيام into term                                                                     |